# NGC 2158
NGC 2158 è un ammasso aperto molto antico visibile nella costellazione dei Gemelli.

## Osservazione

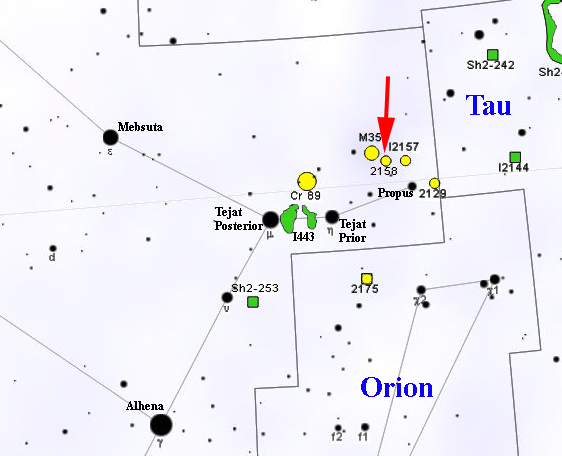
Mappa per individuare NGC 2158.

Si individua con facilità la sua posizione, trovandosi a meno di mezzo grado a SE del brillante e celebre M35 (nella foto appare come una macchia chiara in basso a destra); il periodo di osservabilità nel cielo serale va da novembre a maggio. Le sue componenti sono piuttosto deboli, attorno alla dodicesima magnitudine, più una stella di decima in sovrapposizione. Non è risolvibile in stelle con piccoli strumenti, in cui appare come un insieme nebuloso e molto compatto; la sua risoluzione, per altro soltanto parziale, diventa possibile soltanto con strumenti oltre i 200mm di apertura e forti ingrandimenti.
La declinazione moderatamente settentrionale di quest'ammasso favorisce gli osservatori dell'emisfero nord, sebbene si presenti circumpolare solo a partire da latitudini elevate; dall'emisfero australe la sua osservazione risulta particolarmente penalizzata soltanto dalle regioni situate a elevate latitudini meridionali. Il periodo migliore per la sua osservazione nel cielo serale è quello compreso fra ottobre e marzo.

## Storia delle osservazioni
NGC 2158 venne individuato per la prima volta da William Herschel nel 1784 attraverso un telescopio riflettore da 18,7 pollici; suo figlio John Herschel lo riosservò in seguito e lo inserì poi nel suo General Catalogue of Nebulae and Clusters col numero 1351.

## Caratteristiche
La scarsa luminosità di quest'ammasso è giustificata dalla grande distanza a cui si trova, pari a 5070 parsec (oltre 16000 anni luce), ossia alla periferia della Via Lattea, sul Braccio del Cigno; pertanto appare anche fortemente oscurato dalla polvere interstellare che si frappone lungo la linea di vista.

NGC 2158 è un ammasso insolitamente ricco situato a una latitudine galattica bassa, in prossimità del piano galattico; si tratta di un oggetto piuttosto antico, la cui età è stimata come superiore a 1 miliardo di anni. Molte delle sue stelle più massicce sono evolute verso la fase di gigante rossa, mentre si contano numerose stelle di classe spettrale A, F e G. La metallicità delle sue stelle più evolute è risultata tendenzialmente inferiore rispetto alla metallicità solare.

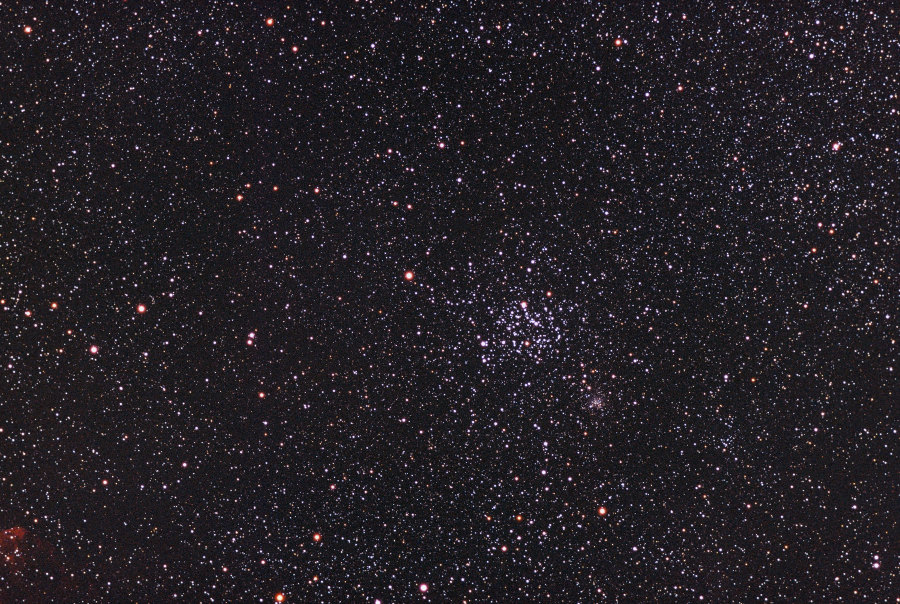
NGC 2158 e M35 (a sinistra)   (La Palma, Roque de los Muchachos)
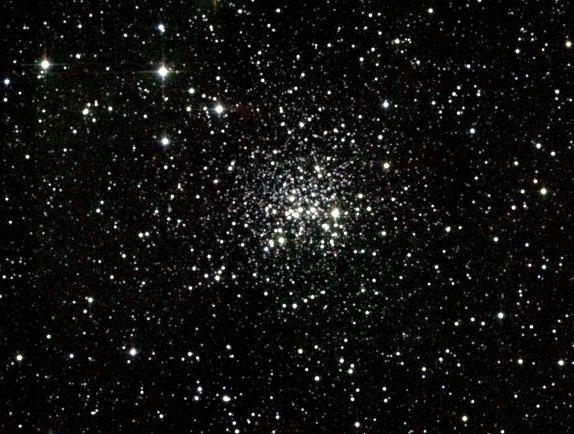
NGC 2158  (Two Micron All Sky Survey - 2MASS)
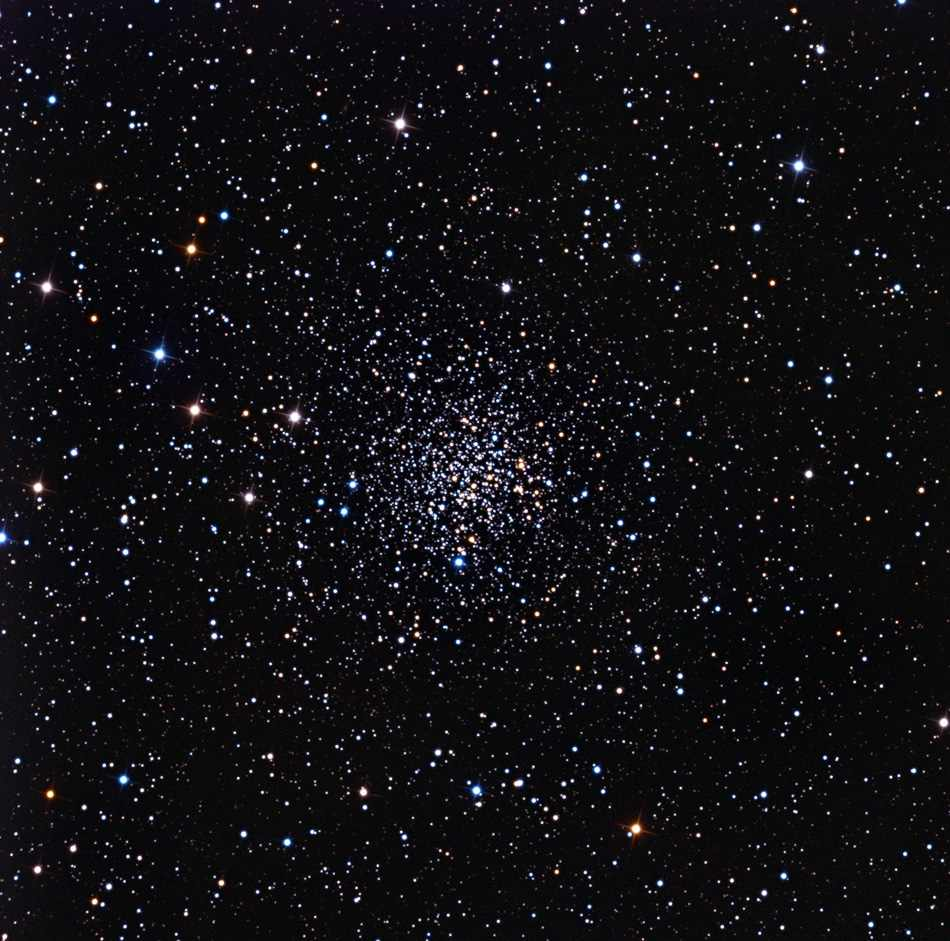
NGC 2158  (Mount Lemmon SkyCenter)